# Закланець
Закланець (словен. Zaklanec) — поселення в общині Хорюл, Осреднєсловенський регіон, Словенія. Висота над рівнем моря: 344,9 м.